# Jean-Loup Gailly
Pour les articles homonymes, voir Gailly.
Jean-Loup Gailly est un informaticien français, polytechnicien, connu pour ses travaux sur la compression de données, dont Gzip, un programme de compression rapide et efficace distribué par le projet GNU. Avant la sortie de Gzip, Il avait étudié de nombreux brevets pour s'assurer que son implémentation les évitait tous.
Il a également co-écrit la bibliothèque de compression zlib avec Mark Adler puis contribua au développement de l'archiveur portable du groupe Info-Zip.
Jean-Loup Gailly est par ailleurs l'auteur du chapitre d'un ouvrage de référence (The Data Compression Book), publié en 1991 par Mark Nelson, portant sur la compression fractale d'images.
Par la suite, il a été directeur technique de MandrakeSoft (éditeur du système d'exploitation Mandrake, devenu Mandriva) puis responsable technique chez Google (en Suisse puis en France).

## Distinction reçues
- En 2009, Jean-Loup Gailly reçoit le prix STUG de l'association USENIX avec Mark Adler, pour avoir popularisé la compression de données[1]